# Hóquei no gelo na Universíada de Inverno de 2009
As competições de hóquei no gelo na Universíada de Inverno de 2009 foram disputadas no ginásio de patinação do Instituto de Educação Física e no Ginásio de hóquei no gelo em Harbin, China entre 18 e 28 de fevereiro de 2009. Foram dez equipes participantes do torneio masculino e seis do primeiro torneio feminino da história.

## Calendário
| Hóquei no gelo | Fevereiro | Fevereiro | Fevereiro | Fevereiro | Fevereiro | Fevereiro | Fevereiro | Fevereiro | Fevereiro | Fevereiro | Fevereiro | Fevereiro |
| Hóquei no gelo | 17        | 18        | 19        | 20        | 21        | 22        | 23        | 24        | 25        | 26        | 27        | 28        |
| -------------- | --------- | --------- | --------- | --------- | --------- | --------- | --------- | --------- | --------- | --------- | --------- | --------- |
| Masculino      |           |           |           |           |           |           |           |           |           |           |           | 1         |
| Feminino       |           |           |           |           |           |           |           |           |           |           | 1         |           |

|  | Treino não oficial |  | Treino oficial |  | Dia de competição |  | Dia de final |

## Medalhistas
Esses foram os medalhistas:
| Evento    | Ouro       | Prata      | Bronze         |
| --------- | ---------- | ---------- | -------------- |
| Masculino | RUS Rússia | CAN Canadá | SVK Eslováquia |
| Feminino  | CAN Canadá | CHN China  | FIN Finlândia  |

## Quadro de medalhas
| Ordem | País           | Medalha de ouro | Medalha de prata | Medalha de bronze |   |
| ----- | -------------- | --------------- | ---------------- | ----------------- | - |
| 1     | CAN Canadá     | 1               | 1                |                   | 2 |
| 2     | RUS Rússia     | 1               |                  |                   | 1 |
| 3     | CHN China      |                 | 1                |                   | 1 |
| 4     | FIN Finlândia  |                 |                  | 1                 | 1 |
|       | SVK Eslováquia |                 |                  | 1                 | 1 |
| TOTAL | TOTAL          | 2               | 2                | 2                 | 6 |

## Torneio masculino

### Fase preliminar
Esses foram os resultados da etapa preliminar:
Grupo A
| Pos. | Equipe           | Jogos  | Jogos  | Jogos  | Jogos  | Jogos  | Pts | P | V | VO | DO | D | GP | GC | SG  |
| Pos. | Equipe           | CAN    | KAZ    | CZE    | CHN    | GBR    | Pts | P | V | VO | DO | D | GP | GC | SG  |
| ---- | ---------------- | ------ | ------ | ------ | ------ | ------ | --- | - | - | -- | -- | - | -- | -- | --- |
| 1    | CAN Canadá       | —      | 7 – 2  | 3 – 1  | 13 – 0 | 11 – 2 | 12  | 4 | 4 | 0  | 0  | 0 | 34 | 5  | +29 |
| 2    | KAZ Cazaquistão  | 2 – 7  | —      | 5 – 2  | 10 – 0 | 8 – 0  | 9   | 4 | 3 | 0  | 0  | 1 | 25 | 9  | +16 |
| 3    | CZE Chéquia      | 1 – 3  | 2 – 5  | —      | 14 – 0 | 10 – 0 | 6   | 4 | 2 | 0  | 0  | 2 | 27 | 8  | +19 |
| 4    | CHN China        | 0 – 13 | 0 – 10 | 0 – 14 | —      | 7 – 3  | 3   | 4 | 1 | 0  | 0  | 3 | 7  | 40 | -33 |
| 5    | GBR Grã-Bretanha | 2 – 11 | 0 – 8  | 0 – 10 | 3 – 7  | —      | 0   | 4 | 0 | 0  | 0  | 4 | 5  | 36 | -31 |

Grupo B
| Pos. | Equipe             | Jogos  | Jogos   | Jogos  | Jogos   | Jogos   | Pts | P | V | VO | DO | D | GP | GC | SG  |
| Pos. | Equipe             | RUS    | SVK     | JPN    | USA     | KOR     | Pts | P | V | VO | DO | D | GP | GC | SG  |
| ---- | ------------------ | ------ | ------- | ------ | ------- | ------- | --- | - | - | -- | -- | - | -- | -- | --- |
| 1    | RUS Rússia         | —      | 9 – 3   | 12 – 0 | 8 – 0   | 14 – 1  | 12  | 4 | 4 | 0  | 0  | 0 | 43 | 4  | +39 |
| 2    | SVK Eslováquia     | 3 – 9  | —       | 4 – 1  | 4 – 5OT | 4 – 2   | 7   | 4 | 2 | 0  | 1  | 1 | 15 | 17 | -2  |
| 3    | JPN Japão          | 0 – 12 | 1 – 4   | —      | 6 – 3   | 5 – 2   | 6   | 4 | 2 | 0  | 0  | 2 | 12 | 21 | -9  |
| 4    | USA Estados Unidos | 0 – 8  | 5 – 4OT | 3 – 6  | —       | 5 – 4OT | 4   | 4 | 0 | 2  | 0  | 2 | 13 | 22 | -9  |
| 5    | KOR Coreia do Sul  | 1 – 14 | 2 – 4   | 2 – 5  | 4 – 5OT | —       | 1   | 4 | 0 | 0  | 1  | 3 | 9  | 28 | -19 |

- Legenda: OT - Resultado após o tempo extra (overtime).

### Disputas intermediárias (playoff)
|  | Disputa de 9º e 10º |   |
|  |                     |   |
|  | GBR Grã-Bretanha    | 0 |
|  | KOR Coreia do Sul   | 3 |

|  | Disputa de 7º e 8º |    |
|  |                    |    |
|  | CHN China          | 2  |
|  | USA Estados Unidos | 10 |

|  | Disputa de 5º e 6º |   |
|  |                    |   |
|  | CZE Chéquia        | 1 |
|  | JPN Japão          | 5 |

### Fase final
|  | Semifinal       | Semifinal  |   |                 | Disputa da medalha de ouro   | Disputa da medalha de ouro |  |
|  |                 |            |   |                 |                              |                            |  |
|  |                 |            |   |                 |                              |                            |  |
|  | RUS Rússia      | 7          |   |                 |                              |                            |  |
|  | KAZ Cazaquistão | 1          |   |                 |                              |                            |  |
|  |                 |            |   |                 |                              |                            |  |
|  |                 |            |   |                 |                              |                            |  |
|  |                 |            |   |                 | RUS Rússia                   | 4                          |  |
|  |                 | CAN Canadá | 2 |                 |                              |                            |  |
|  |                 |            |   |                 |                              |                            |  |
|  |                 |            |   |                 |                              |                            |  |
|  |                 |            |   |                 | Disputa da medalha de bronze |                            |  |
|  |                 |            |   |                 |                              |                            |  |
|  | CAN Canadá      | 8          |   | KAZ Cazaquistão | 4                            |                            |  |
|  | SVK Eslováquia  | 1          |   |                 | SVK Eslováquia               | 5                          |  |

### Classificação final
| Pos. | Equipe             |
| ---- | ------------------ |
|      | RUS Rússia         |
|      | CAN Canadá         |
|      | SVK Eslováquia     |
| 4    | KAZ Cazaquistão    |
| 5    | JPN Japão          |
| 6    | CZE Chéquia        |
| 7    | USA Estados Unidos |
| 8    | CHN China          |
| 9    | KOR Coreia do Sul  |
| 10   | GBR Grã-Bretanha   |

## Torneio feminino

### Fase preliminar
Esses foram os resultados da etapa preliminar:
Grupo Único
| Pos. | Equipe           | Jogos  | Jogos    | Jogos  | Jogos | Jogos    | Jogos  | Pts | P | V | VO | DO | D | GP | GC | SG  |
| Pos. | Equipe           | CAN    | CHN      | GBR    | SVK   | JPN      | FIN    | Pts | P | V | VO | DO | D | GP | GC | SG  |
| ---- | ---------------- | ------ | -------- | ------ | ----- | -------- | ------ | --- | - | - | -- | -- | - | -- | -- | --- |
| 1    | CAN Canadá       | —      | 7 – 1    | 11 – 0 | 6 – 3 | 4 – 1    | 5 – 0  | 15  | 5 | 5 | 0  | 0  | 0 | 33 | 5  | +28 |
| 2    | CHN China        | 1 – 7  | —        | 8 – 0  | 5 – 3 | 2 – 3pen | 3 – 2  | 10  | 5 | 3 | 0  | 1  | 1 | 19 | 15 | +4  |
| 3    | FIN Finlândia    | 0 – 5  | 2 – 3    | 16 – 0 | 7 – 2 | 4 – 0    | —      | 9   | 5 | 3 | 0  | 0  | 2 | 29 | 10 | +19 |
| 4    | SVK Eslováquia   | 3 – 6  | 3 – 5    | 8 – 1  | —     | 4 – 1    | 2 – 7  | 6   | 5 | 2 | 0  | 0  | 3 | 20 | 20 | 0   |
| 5    | JPN Japão        | 1 – 4  | 3 – 2pen | 8 – 1  | 1 – 4 | —        | 0 – 4  | 5   | 5 | 1 | 1  | 0  | 3 | 13 | 15 | -2  |
| 6    | GBR Grã-Bretanha | 0 – 11 | 0 – 8    | —      | 1 – 8 | 1 – 8    | 0 – 16 | 0   | 5 | 0 | 0  | 0  | 5 | 2  | 51 | -49 |

- Legenda: pen - Resultado depois da disputa de pênaltis realizada após empate no tempo extra (overtime).

### Disputa de 5º e 6º lugares
|  | Disputa de 5º e 6º |    |
|  |                    |    |
|  | JPN Japão          | 10 |
|  | GBR Grã-Bretanha   | 0  |

### Fase final
|  | Semifinal      | Semifinal |   |                | Disputa da medalha de ouro   | Disputa da medalha de ouro |  |
|  |                |           |   |                |                              |                            |  |
|  |                |           |   |                |                              |                            |  |
|  | CAN Canadá     | 10        |   |                |                              |                            |  |
|  | SVK Eslováquia | 0         |   |                |                              |                            |  |
|  |                |           |   |                |                              |                            |  |
|  |                |           |   |                |                              |                            |  |
|  |                |           |   |                | CAN Canadá                   | 3                          |  |
|  |                | CHN China | 1 |                |                              |                            |  |
|  |                |           |   |                |                              |                            |  |
|  |                |           |   |                |                              |                            |  |
|  |                |           |   |                | Disputa da medalha de bronze |                            |  |
|  |                |           |   |                |                              |                            |  |
|  | CHN China      | 4         |   | SVK Eslováquia | 2                            |                            |  |
|  | FIN Finlândia  | 3         |   |                | FIN Finlândia                | 3                          |  |

### Classificação final
| Pos. | Equipe           |
| ---- | ---------------- |
|      | CAN Canadá       |
|      | CHN China        |
|      | FIN Finlândia    |
| 4    | SVK Eslováquia   |
| 5    | JPN Japão        |
| 6    | GBR Grã-Bretanha |